# Christlicher Verein Junger Kaufleute
Der Christliche Verein Junger Kaufleute in Basel wurde 1892 gegründet. Er setzte sich zur Aufgabe, jungen Kaufleuten einen religiösen Austausch zu bieten und sie fachlich weiterzubilden. Der Hintergrund bildete der Christliche Verein Junger Männer und dessen Weltbund von 1855 (Paris).
Mit der Zeit wurde neben den religiösen Angeboten Fremdsprachen, Stenografie, Buchhaltung u. a. Weiterbildungskurse angeboten. Der Verein war Gründungsmitglied des Kaufmännischen Vereins und dessen Berufsschule.
A. Emil Wirz-Böhner trat 1946 in den Verein ein und wurde dessen langjähriger Präsident (mindestens 1960–1979).